# Heeresgruppe G
Heeresgruppe G was een legergroep van het Duitse leger tijdens de Tweede Wereldoorlog. Deze Heeresgruppe werd opgericht op 12 september 1944 en werd opgeheven op 5 mei 1945 als gevolg van capitulatie van de Heeresgruppe.

## Geschiedenis
Op 28 april 1944 werd Armeegruppe G in Zuid-Frankrijk opgericht. Op 12 september 1944 volgde de omdoping tot Heeresgruppe G.
Na Operatie Overlord in juni 1944 en landingen van Operatie Dragoon moest de Armeegruppe zich terugtrekken naar vervolgens de Elzas en de Westwall. Op 12 september volgde de hernoeming in Heeresgruppe G. In november 1944 vochten ze tegen de 3rd Army Group onder leiding van generaal George S. Patton. Wegens zware verliezen moesten ze naar Zuid-Duitsland terugtrekken.
Door Operatie Undertone werd de Heeresgruppe in maart 1945 tussen Saarbrücken en Haguenau aangevallen. Op 5 mei gaf de Heeresgruppe zich over in het Thorakgebouw in Baldham in de buurt van München.

## Commandanten[1]
| Rang                                                   | Naam                | Begin              | Eind              |
| ------------------------------------------------------ | ------------------- | ------------------ | ----------------- |
| Kolonel-generaal                                       | Johannes Blaskowitz | 10 mei 1944        | 21 september 1944 |
| Generaal der Pantsertroepen                            | Hermann Balck       | 21 september 1944  | 23 december 1944  |
| Kolonel-generaal                                       | Johannes Blaskowitz | 24 december 1944   | 28 januari 1945   |
| SS-Oberst-Gruppenführer en Generaloberst der Waffen-SS | Paul Hausser        | 28/29 januari 1945 | 3/4 april 1945    |
| Generaal der Infanterie                                | Friedrich Schulz    | 4 april 1945       | 5 mei 1945        |

## Eenheden
| Periode        | Eenheden                             |
| September 1944 | 19e Leger, 1e Leger, 5e Pantserleger |
| Januari 1945   | 1e Leger                             |
| Februari 1945  | 1e Leger, 19e Leger                  |
| April 1945     | 1e Leger, 19e Leger                  |